# 棘鱗蛇鯖
棘鱗蛇鯖，又名薔薇帶鰆（學名：Ruvettus pretiosus），中文俗稱油魚、黑皮牛，英文俗稱Oilfish、Escolar，是蛇鯖科棘鱗蛇鯖屬的唯一品種。

## 分布
本魚常見於地中海安塔利亞灣、以及各地的熱帶和溫帶海洋。

## 特徵
棘鱗蛇鯖體形長而略側扁，背腹成弧形，外型像似短蛇鯖（Rexea solandri），但嘴和眼都較小，且有較低和稜狀的第一背鰭。另外，瞳孔能發出明亮的磷光，魚身光滑顏色暗褐，鱗片細小呈針狀，而且每行都有一行小氣孔相間。魚肉則呈黃白色，質感類似禽肉。
棘鱗蛇鯖內含蠟酯，一種近似蠟油的成分，是人體無法吸收的，如果吃太多的話可能會導致腹瀉，有人認為不宜食用，並被歸類為油魚的一種。

## 生態
棘鱗蛇鯖活躍於100至800米的深層海域。體長約80至200厘米之間，最重紀錄是63.5公斤。游泳力強，屬肉食性，通常單獨或成對活動，主要以頭足類、甲殼類及其他小魚為食。

## 經濟利用
為食用魚，可做為生魚片的食材，油脂含量豐富，食用過量容易引發腹瀉。
在許多地區都有相關的食用規範，如日本、義大利被列為禁止食用與販售的魚種。